# Rikard Bergh
Rikard Bergh (* 14. Juni 1966 in Örebro) ist ein ehemaliger schwedischer Tennisspieler.

## Karriere
Bergh wurde 1987 Tennisprofi. Er spielte zunächst auf der ATP Challenger Tour, auf der er im Jahr darauf in Cascais seinen ersten Titel an der Seite von Ronnie Båthman herausspielen konnte. Zudem stand er im Halbfinale des Challenger-Turniers von Montabaur. Zusammen mit Per Henricsson siegte er in Athen auch erstmals auf einem Turnier der ATP World Tour. Insgesamt gewann er in seiner Karriere sechs Turniere im Doppel, weitere fünf Mal stand er in einem Doppelfinale, darunter zweimal in Tel Aviv.
Im Einzel konnte er sich nicht für das Hauptfeld eines Grand-Slam-Turniers qualifizieren. Sein bestes Ergebnis im Doppel war der Einzug ins Halbfinale von Wimbledon an der Seite von Byron Talbot im Jahr 1993. Zudem erreichte er 1991 das Viertelfinale der US Open und zweimal das Achtelfinale der French Open. Seine höchste Notierung in der Doppel-Weltrangliste erreichte er 1992 mit Position 37, im Einzel kam er 1989 bis auf Position 158.

## Erfolge
| Legende                       |
| Grand Slam                    |
| Tennis Masters Cup            |
| ATP Masters Series            |
| ATP International Series Gold |
| ATP International Series (6)  |
| ATP Challenger Tour (7)       |

### Doppel

#### Turniersiege

##### ATP Tour
| Nr. | Datum          | Turnier   | Belag | Partner          | Finalgegner                         | Ergebnis      |
| --- | -------------- | --------- | ----- | ---------------- | ----------------------------------- | ------------- |
| 1.  | 18. Juni 1988  | Athen     | Sand  | Per Henricsson   | Pablo Arraya Karel Nováček          | 6:4, 7:5      |
| 2.  | 14. Juli 1990  | Båstad    | Sand  | Ronnie Båthman   | Jan Gunnarsson Udo Riglewski        | 6:1, 6:4      |
| 3.  | 20. April 1991 | Nizza     | Sand  | Jan Gunnarsson   | Vojtěch Flégl Nicklas Utgren        | 6:4, 4:6, 6:3 |
| 4.  | 13. Juli 1991  | Båstad    | Sand  | Ronnie Båthman   | Magnus Gustafsson Anders Järryd     | 6:4, 6:4      |
| 5.  | 17. April 1993 | Charlotte | Sand  | Trevor Kronemann | Javier Frana Leonardo Lavalle       | 6:1, 6:2      |
| 6.  | 30. April 1994 | Madrid    | Sand  | Menno Oosting    | Jean-Philippe Fleurian Jakob Hlasek | 6:3, 6:4      |

##### Challenger Tour
| Nr. | Datum             | Turnier         | Belag     | Partner          | Finalgegner                          | Ergebnis      |
| --- | ----------------- | --------------- | --------- | ---------------- | ------------------------------------ | ------------- |
| 1.  | 9. Mai 1988       | Waiblingen      | Sand      | Julian Barham    | Ugo Colombini Simone Colombo         | 6:4, 7:5      |
| 2.  | 5. Dezember 1988  | Cascais         | Teppich   | Ronnie Båthman   | Andrew Castle Menno Oosting          | 3:6, 6:4, 6:4 |
| 3.  | 13. November 1989 | Helsinki        | Teppich   | Per Henricsson   | David Rikl Tomáš Anzari              | 7:6, 6:3      |
| 4.  | 23. November 1992 | Pembroke Pines  | Sand      | Trevor Kronemann | Brad Pearce Todd Witsken             | 6:3, 6:3      |
| 5.  | 15. Oktober 1995  | Glendale        | Hartplatz | David Ekerot     | Juan Luis Rascón Lope Federico Rovai | 6:2, 6:1      |
| 6.  | 1. April 1996     | West Bloomfield | Hartplatz | Shelby Cannon    | David Ekerot Stephen Noteboom        | 3:6, 6:1, 6:4 |
| 7.  | 24. August 1998   | Genf            | Sand      | Jens Knippschild | Michal Tabara Radomír Vašek          | 6:2, 3:6, 6:4 |

#### Finalteilnahmen
| Nr. | Datum            | Turnier       | Belag     | Partner        | Finalgegner                       | Ergebnis      |
| --- | ---------------- | ------------- | --------- | -------------- | --------------------------------- | ------------- |
| 1.  | 16. Oktober 1989 | Tel Aviv (1)  | Hartplatz | Per Henricsson | Jeremy Bates Patrick Baur         | 1:6, 6:4, 1:6 |
| 2.  | 8. Oktober 1990  | Tel Aviv (2)  | Hartplatz | Ronnie Båthman | Nduka Odizor Christo van Rensburg | 3:6, 4:6      |
| 3.  | 4. Februar 1991  | San Francisco | Teppich   | Ronnie Båthman | Wally Masur Jason Stoltenberg     | 6:4, 6:7, 4:6 |
| 4.  | 4. November 1991 | Birmingham    | Teppich   | Ronnie Båthman | Jacco Eltingh Paul Wekesa         | 5:7, 5:7      |
| 5.  | 4. August 1996   | Amsterdam     | Sand      | Jack Waite     | Donald Johnson Francisco Montana  | 4:6, 6:3, 2:6 |